# Podróże do miejsc świętych
Podróże do miejsc świętych – serial dokumentalny o tematyce religijnej, który powstał w koprodukcji
RAI, Volkswagena i ADN Kronos. Premiera pierwszego odcinka miała
miejsce 18 czerwca 1999 w kanale RAI Tre.
Serial składa się z 12 odcinków, w każdym z nich prezentowane są dwa miejsca lub regiony.

## Lista odcinków
| Nr. | Miejsce                | Prowadzący                                                 |
| --- | ---------------------- | ---------------------------------------------------------- |
| 1   | Egipt                  | Philippe Leroy, aktor i Rita Pavone, wokalistka            |
| 2   | Jerozolima             | Lorenza Indovina, aktorka                                  |
| 2   | Wenecja                | Fulvio Roiter, fotograf                                    |
| 3   | Jasna Góra             | Krzysztof Zanussi, Lech Wałęsa                             |
| 3   | Rzym                   | Giulia Urso, aktorka i Paolo Belli, wokalista              |
| 4   | Santiago de Compostela | Paolo Caucci von Saucken, historyk                         |
| 4   | Monte Sant’Angelo      | Eleonora Brigliadori, aktorka                              |
| 5   | Guadalupe              | Elisabeth Margain Rivera, modelka                          |
| 5   | Pompeje                | Giuseppe Abbagnale                                         |
| 6   | Portugalia             | Jose Manuel Morais Anes, antropolog i Amália Rodrigues     |
| 6   | Padwa                  | Claudio Scimone, dyrygent                                  |
| 7   | Siena                  | Omar Calabrese, semiolog                                   |
| 7   | Scherpenheuvel         | Silvia Salemi, wokalistka                                  |
| 8   | Einsiedeln             | Franco Cardini, historyk                                   |
| 8   | L’Aquila               | Vittorio Sgarbi                                            |
| 5   | Chartres               | Francoise Legrand, malarka                                 |
| 5   | Paola                  | Melba Ruffo, aktorka                                       |
| 6   | Ravenna                | Ivano Marescotti, aktor                                    |
| 6   | Akwizgran              | o. Umberto Lovato, zakonnik                                |
| 7   | Loreto                 | Lilliana Cosi, tancerka                                    |
| 7   | Efez, Pergamon         | Danny Quinn                                                |
| 12  | Meteory                | Yorgo Voyagis, aktor                                       |
| 12  | Palermo                | LeoLuca Orlando, burmistrz i Rajna Kabaiwanska, wokalistka |